# Canale di Sas
Il canale di Sas (in olandese: Sassevaart) era un canale che collegava la città di Gand alla foce dello Schelda nel villaggio di Sas van Gent. Da allora è stato sostituito dal canale Gand-Terneuzen.

## Storia
A seguito dell'insabbiamento dello Zwin, il canale tra Gand e il Mare del Nord chiamato Lieve divenne poco pratico. Fu quindi deciso di costruire un nuovo canale per accedere al mare, i lavori furono completati nel 1549. Il canale era allora largo 19 metri e profondo 1,9 metri. Il canale ha impedito a Gand di dipendere dallo Schelda e dalla città di Anversa.
La storia del canale e della regione fu poi influenzata dal 1568 al 1648 dalla guerra degli ottant'anni. Nel 1648, Gand perse l'accesso al mare a causa del divieto di passaggio effettuato dai Paesi Bassi settentrionali e il canale cadde in disuso.
In seguito alla riunificazione dei Paesi Bassi settentrionali con i Paesi Bassi meridionali nel 1815, fu nuovamente consentito l'accesso al mare. Si è deciso di estendere e ampliare il canale esistente. Il nuovo canale è stato chiamato Canale Gand-Terneuzen.